# Goncharova (cratère)
Goncharova est le nom d'un cratère d'impact présent sur la surface de Vénus. 
Le cratère a ainsi été nommé par l'Union astronomique internationale en 1994 en hommage à l'artiste peintre française d'origine russe Nathalie Gontcharova.  
Son diamètre est de 30,3 km. Il se situe dans la région du quadrangle de Fredegonde (quadrangle V-57). 